# Roland Fischnaller (snowboarder)
Roland Fischnaller (Brixen, 19 september 1980) is een Italiaanse snowboarder. Hij vertegenwoordigde zijn vaderland op de Olympische Winterspelen van 2002, 2006, 2010, 2014 en 2018. Maar wist hierbij geen medaille te veroveren.

## Carrière
Fischnaller maakte zijn wereldbekerdebuut in maart 1997 in Olang, vier jaar later behaalde hij in Kreischberg zijn eerste toptienklassering. In februari 2001 stond de Italiaan in Berchtesgaden voor de eerste maal in zijn carrière op het podium van een wereldbekerwedstrijd. Op 11 december 2010 boekte Fischnaller in Limone Piemonte zijn eerste wereldbekerzege.
Fischnaller nam elfmaal deel aan de wereldkampioenschappen snowboarden. Op de FIS wereldkampioenschappen snowboarden 2007 in Arosa eindigde hij als zesde op de parallelslalom. Tijdens de FIS wereldkampioenschappen snowboarden 2011 in La Molina veroverde Fischnaller de bronzen medaille op de parallelreuzenslalom, op de parallelslalom eindigde hij op de vijfde plaats. Op de FIS wereldkampioenschappen snowboarden 2013 in Stoneham sleepte de Italiaan de zilveren medaille in de wacht op de parallelreuzenslalom, op de parallelslalom legde hij beslag op de bronzen medaille. Tijdens de FIS wereldkampioenschappen snowboarden 2015 in Kreischberg werd Fischnaller wereldkampioen op de parallelslalom. Op de FIS wereldkampioenschappen snowboarden 2019 in Park City behaalde de Italiaan de zilveren medaille op de parallelslalom. Tijdens de FIS wereldkampioenschappen snowboarden 2021 behaalde hij de zilveren medaille op de parallelreuzenslalom.
De Italiaan nam in zijn carrière vijf maal deel aan de Olympische Winterspelen, zijn beste resultaat was een zevende plaats op de parallelreuzenslalom in 2018.

## Resultaten

### Olympische Winterspelen
| Jaar | Plaats         | Resultaten                                 |
| ---- | -------------- | ------------------------------------------ |
| 2002 | Salt Lake City | 19e Parallelreuzenslalom                   |
| 2006 | Turijn         | 13e Parallelreuzenslalom                   |
| 2010 | Vancouver      | 18e Parallelreuzenslalom                   |
| 2014 | Sotsji         | 8e Parallelslalom 18e Parallelreuzenslalom |
| 2018 | Pyeongchang    | 7e Parallelreuzenslalom                    |
| 2022 | Peking         | 4e Parallelreuzenslalom                    |

### Wereldkampioenschappen
| Jaar | Plaats               | Resultaten                                             |
| ---- | -------------------- | ------------------------------------------------------ |
| 2001 | Madonna di Campiglio | 32e Parallelslalom 14e Reuzenslalom 11e Snowboardcross |
| 2003 | Kreischberg          | 24e Parallelslalom                                     |
| 2005 | Whistler             | 19e Parallelslalom 39e Reuzenslalom                    |
| 2007 | Arosa                | 6e Parallelslalom 15e Parallelreuzenslalom             |
| 2009 | Gangwon              | 15e Parallelslalom 19e Parallelreuzenslalom            |
| 2011 | La Molina            | 5e Parallelslalom · Parallelreuzenslalom               |
| 2013 | Stoneham             | Parallelslalom · Parallelreuzenslalom                  |
| 2015 | Kreischberg          | Parallelslalom · 22e Parallelreuzenslalom              |
| 2017 | Sierra Nevada        | 9e Parallelslalom                                      |
| 2019 | Park City            | Parallelslalom · 18e Parallelreuzenslalom              |
| 2021 | Rogla                | Parallelreuzenslalom                                   |
| 2023 | Bakoeriani           | 18e Parallelreuzenslalom                               |
| 2025 | Engadin              | Parallelreuzenslalom                                   |

### Wereldbeker
Eindklasseringen
| Seizoen   | Algm  | PAR    | PGS    | PSL    |
| --------- | ----- | ------ | ------ | ------ |
| 2000/2001 | 53e   | –      | –      | –      |
| 2001/2002 | –     | 35e    | –      | –      |
| 2002/2003 | –     | 30e    | –      | –      |
| 2003/2004 | –     | 19e    | –      | –      |
| 2004/2005 | –     | 34e    | –      | –      |
| 2005/2006 | 41e   | 14e    | –      | –      |
| 2006/2007 | 53e   | 25e    | –      | –      |
| 2007/2008 | 18e   | 12e    | –      | –      |
| 2008/2009 | 10e   | 7e     | –      | –      |
| 2009/2010 | 17e   | 10e    | –      | –      |
| 2010/2011 | Brons | Brons  | –      | –      |
| 2011/2012 | –     | Zilver | –      | –      |
| 2012/2013 | –     | Zilver | Zilver | Goud   |
| 2013/2014 | –     | 31e    | 36e    | 26e    |
| 2014/2015 | –     | Zilver | 4e     | Zilver |
| 2015/2016 | –     | Zilver | 8e     | Goud   |
| 2016/2017 | –     | 18e    | 30e    | 4e     |
| 2017/2018 | –     | Brons  | 6e     | Goud   |
| 2018/2019 | –     | Zilver | Brons  | 6e     |
| 2019/2020 | –     | Goud   | Goud   | Zilver |

Wereldbekerzeges
| Datum            | Plaats            | Onderdeel            |
| ---------------- | ----------------- | -------------------- |
| 11 december 2010 | Limone Piemonte   | Parallelslalom       |
| 5 maart 2011     | Moskou            | Parallelslalom       |
| 13 oktober 2011  | Landgraaf         | Parallelslalom       |
| 21 december 2011 | Carezza           | Parallelreuzenslalom |
| 15 januari 2012  | Bad Gastein       | Parallelslalom       |
| 3 maart 2012     | Moskou            | Parallelslalom       |
| 17 maart 2012    | Valmalenco        | Parallelreuzenslalom |
| 8 februari 2013  | Rogla             | Parallelreuzenslalom |
| 16 december 2014 | Carezza           | Parallelreuzenslalom |
| 18 december 2014 | Montafon          | Parallelslalom       |
| 14 maart 2015    | Winterberg        | Parallelslalom       |
| 30 januari 2016  | Moskou            | Parallelslalom       |
| 16 december 2017 | Cortina d'Ampezzo | Parallelslalom       |
| 17 maart 2018    | Winterberg        | Parallelslalom       |
| 15 december 2018 | Cortina d'Ampezzo | Parallelreuzenslalom |
| 8 december 2019  | Bannoje           | Parallelreuzenslalom |
| 14 december 2019 | Cortina d'Ampezzo | Parallelreuzenslalom |
| 22 februari 2020 | Pyeongchang       | Parallelreuzenslalom |
| 12 december 2020 | Cortina d'Ampezzo | Parallelreuzenslalom |
| 17 december 2022 | Cortina d'Ampezzo | Parallelreuzenslalom |
| 15 maart 2023    | Rogla             | Parallelreuzenslalom |
| 1 maart 2025     | Krynica           | Parallelreuzenslalom |